# Kuznets-Kurve
Die Kuznets-Kurve ([kʊsˈnɛts]; russisch Кузне́ц Kusnez [kuzʲˈnʲɛts]) ist die grafische Darstellung des von Simon Smith Kuznets aufgestellten hypothetischen Zusammenhangs zwischen Wirtschaftswachstum und Ungleichheit in der Einkommensverteilung. Sie besagt, dass ökonomische Ungleichheit während der Entwicklung eines Landes zunächst ansteigt und danach abfällt.

Hypothetische Kuznets-Kurve

## Erklärungen
Die von Kuznets selbst vorgebrachte Erklärung basiert auf einer Ökonomie, die sich von landwirtschaftlicher Prägung hin zur Industriegesellschaft entwickelt. Zu Beginn sind alle Arbeiter in der Landwirtschaft beschäftigt und haben ungefähr gleiche Einkommen. Mit Beginn der Industrialisierung sind die Gewinnmöglichkeiten der Fabriken viel höher als die der Grundbesitzer. Das Einkommen eines durchschnittlichen Arbeiters fällt daher im Vergleich zum Gewinn eines durchschnittlichen Unternehmers. Die Einkommensverteilung zwischen den ärmsten und den reichsten in der Bevölkerung wird somit ungleicher. Im Laufe der Industrialisierung verringern sich die Gewinnmöglichkeiten in der Industrie, während die Qualifizierung der Arbeiter es ihnen ermöglichen, hohe Stundenlöhne zu verhandeln – eine Marktdynamik wirkt somit der ursprünglich wachsenden Ungleichheit entgegen. Die Ungleichheit lässt auch Sozialprogramme wahrscheinlich werden, mit welchen der Wohlstand gleichmäßig verteilt werden soll. Dadurch sinkt die Ungleichheit wieder. Über die Zeit gesehen, ergibt sich ein Verlauf der Ungleichheit in Form eines umgedrehten U.

## Kritik
Bis in die 1970er Jahre war die Kuznets-Kurve ein relativ unumstrittener Zusammenhang. In den 1980er und 1990er Jahren stieg die Ungleichheit in den OECD-Staaten jedoch wieder an.
Zahlreiche wissenschaftliche Arbeiten widerlegen den von Kuznets aufgestellten Zusammenhang seitdem.

## Umwelt-Kuznets-Kurve

Laut der Theorie der Umwelt-Kuznets-Kurve steigt die Umweltbelastung durch Industrialisierung an, sinkt dann aber durch Tertiärisierung wieder.

Die Umwelt-Kuznets-Kurve (oft auch englisch Environmental Kuznets Curve, kurz EKC) ist eine Hypothese aus der Umweltökonomik über den Zusammenhang zwischen Pro-Kopf-Einkommen eines Landes und Grad der Umweltverschmutzung. Sie besagt, dass die Emissionen verschiedener Umweltschadstoffe in einer sich entwickelnden Volkswirtschaft zunächst bis zu einem Gipfel zunehmen und danach mit weiter zunehmendem Pro-Kopf-Einkommen wieder abnehmen. Ähnlich der eigentlichen Kuznets-Kurve hat die EKC um das Belastungsmaximum herum die Form eines umgekehrten U. Ab dem Maximum würde also grünes Wachstum auftreten.
Als mögliche Erklärungen werden vor allem vorgebracht:
- zunehmendes Einkommen verschiebe die Präferenzen von Menschen hin zu nichtökonomischen Aspekten, wie etwa einer saubereren Umwelt;[8]
- die Entwicklung eines Landes aus einer relativ sauberen Agrarökonomie über eine stark verschmutzende Industriegesellschaft hin zu einer wieder relativ umweltfreundlichen Dienstleistungsgesellschaft; umweltökonomisch gesprochen überlagern die Technologieeffekte einer Dienstleistungsgesellschaft die Skaleneffekte eines Schwellenlands[8]
- Wirkungen internationalen Handels, so etwa die Verlagerung umweltbelastender Industrien in weniger entwickelte Länder,[8]
- die Einrichtung neuer Märkte für natürliche Ressourcen in höher entwickelten Ländern und eine damit einhergehende Bepreisung natürlicher Ressourcen,[8]
- eine mit Wirtschaftswachstum einhergehende effektivere Regulierung,[8]
- neuere Überlegungen suchen nach ganzheitlichen Ansätzen, die alle Bereiche einer gesellschaftlichen Entwicklung abdecken: Erhöhte finanzielle Spielräume des Staates im Zuge der wirtschaftlichen Entwicklung führen zur Erhöhung umweltpolitischer Kapazitäten, d. h. die Schaffung von umweltrelevanten Institutionen, die sowohl das gesellschaftliche Bewusstsein für Umweltfragen als auch ein wirtschaftliches Umfeld fördern, die umweltfreundliche Technologien hervorbringen.[10]

Zahlreiche Studien haben das Vorhandensein einer EKC für verschiedene Schadstoffe und Länder untersucht. Die Ergebnisse sind sehr unterschiedlich und bestätigen nur teilweise den vermuteten Kurvenverlauf. So wurde die EKC für einige Luftschadstoffe, die direkt die Gesundheit beeinträchtigen, bestätigt, nicht jedoch für Treibhausgasemissionen. Ähnliche Ergebnisse gibt es für weitere Umweltindikatoren, zum Beispiel Abfallmengen, Zugang zu Sanitäreinrichtungen oder Energieverbrauch: Die EKC findet sich eher, wenn Emissionen unmittelbar gesundheitsschädlich sind, nicht jedoch, wenn vor allem externalisierte Schäden auftreten. Für einzelne wasserverunreinigende Stoffe hatte die Umweltbelastung einen N-förmigen Verlauf: Nachdem sie einen Tiefpunkt erreicht hatte, nahm sie mit weiter steigendem Pro-Kopf-Einkommen wieder zu. Häufig erwiesen sich ökonometrische Schätzungen für verschiedene Umweltschäden als nicht robust.
Es gibt auch empirische Belege, dass einige Entwicklungsländer Umweltstandards schneller annehmen als Industrieländer und sie sogar übertreffen.